# 鳴瀬恒太郎
鳴瀬 恒太郎（なるせ つねたろう、1903年〈明治36年〉1月1日 - 1976年〈昭和51年〉）は、日本の哲学者であり言語学者でもある。関東学院大学等の大学講師も努めた。岡山県高梁市出身。

## 経歴
1903年（明治36年）岡山県上房郡高梁町（現：高梁市）に生れる。地元の旧制岡山県立高梁中学（現：岡山県立高梁高等学校）へ進学し、同期には、京都大学医学部名誉教授になる三宅儀がいる。1920年（大正9年）3月に同校を卒業。同年旧制第六高等学校へ入学する。1924年（大正13年）3月に卒業し、京都帝国大学文学部哲学科へ入学。
その後、1927年（昭和2年）3月に京大を卒業し、そのまま京都帝国大学大学院文学研究科宗教学専攻科へ進学する。研究分野は「原始基督教時代に於けるヘレニスティック文化の潮流」であった。1931年（昭和6年）3月、鳴瀬が28歳で京大大学院を卒業する。
卒業後も研究を続け、1933年には名著である『ギリシア語文法』を著作する。本書は、ギリシア語文法という題名を持つが、実際には古代ギリシア語の入門書である。先行する類書として田中秀央の『希臘語文典』（1927年出版）がある。本書の大きな特徴として、ほぼ全ページが手書きの版下で印刷されており、その文字は和文・英文・ギリシア語のいずれも美しく読みやすい点が挙げられる。
内容面では、巻末に一般的な語彙集がなく、代わりに「語集」が設けられているが、その収録基準や配列原理が不明瞭で、初学者にとって不便である可能性があるが、本書の練習問題の多くは新約聖書から採られている。文法説明は古典ギリシア語を基にしており、まず古典ギリシア語を習得させた上で新約聖書のギリシア語にも対応できるようにするという意図が見られ、鳴瀬のこの試みは非常に野心的なものであった。
この他にも、得意とする西洋哲学史だけでなく、『漢文漢詩要解』等の古代東洋文学などの出版活動をおこなっていた。晩年には、関東学院大学等の大学講師も務めていたが、1976年（昭和51年）73歳で死去した。

## 主な著書
- 初級ギリシア語の輪郭, 1933年9月[11]
- ギリシア語文法, 尙文堂, 1933年10月[11]
- 漢文漢詩要解 論語・孟子・十八史略・漢詩, 有精堂, 1955年